# Sapranthus viridiflorus
Sapranthus viridiflorus är en kirimojaväxtart som beskrevs av George Edward Schatz. Sapranthus viridiflorus ingår i släktet Sapranthus och familjen kirimojaväxter. Inga underarter finns listade i Catalogue of Life.